# Томський Михайло Павлович
Михайло Павлович Томський (справжнє прізвище — Єфремов; 19 (31) жовтня 1880, Санкт-Петербург або селище Колпіно, Санкт-Петербурзька губернія, тепер Російська Федерація — 22 серпня 1936, селище Болшево, тепер місто Корольов, Московська область) — радянський партійний і профспілковий діяч, голова ВЦРПС. Член ЦК ВКП(б) у березні 1919 — січні 1934 р. Кандидат у члени ЦК ВКП(б) у лютому 1934 — серпні 1936 р. Кандидат у члени Організаційного бюро ЦК ВКП(б) 5 квітня 1920 — 8 березня 1921 р. і 2 червня 1924 — 18 грудня 1925 р. Член Організаційного бюро ЦК ВКП(б) 21 березня — 8 серпня 1921 р. і 3 квітня 1922 — 23 травня 1924 р. Член Політичного бюро ЦК ВКП(б) 3 квітня 1922 — 26 червня 1930 р.

## Біографія
Народився в родині стругальника. У 1893 році закінчив початкове міське училище в Санкт-Петербурзі.
У 1893—1896 роках — хлопчик в літографії, хлопчик на тютюновій фабриці, учень на трубочному заводі, чорнороб фабрики металевих виробів у Санкт-Петербурзі. У 1896 — березні 1905 року — учень в художній літографії, помічник в майстернях Несслера, фотограф фабрики картинок для «чарівного ліхтаря», хромолітограф жерстяної фабрики Хаймовича у Санкт-Петербурзі.
Член РСДРП(б) з жовтня 1904 року.
У березні 1905 — 1906 року — хромолітограф консервної фабрики «Звезда». Учасник Революції 1905-1907 років. У 1905 році — організатор і член Ради робітничих депутатів у Ревелі, заарештований в січні 1906 року. Після 4-місячного ув'язнення був засланий в Наримський край, утік із місця заслання в місто Томськ (від назви цього міста згодом узяв собі псевдонім Томський). У серпні 1906 року приїхав до Петербурга, де знову зайнявся партійною та профспілковою роботою. З вересня 1906 року працював хромолітографом жерстяної фабрики Хаймовича та в літографії Іванова у Санкт-Петербурзі. Деякий час перебував у Санкт-Петербурзькій в'язниці.
У січні 1907 року Томського обрали в Петербурзький комітет РСДРП. Навесні 1907 року обраний делегатом 5-го (Лондонського) з'їзду РСДРП, на з'їзді з усіх питань підтримував позицію Леніна. У травні 1909 року брав участь в паризькій нараді розширеної редакції більшовицької нелегальної газети «Пролетар», з Парижа ЦК РСДРП направив Томського в Москву. Прибувши до Москви в серпні 1909 року, організував таємну друкарню, в якій друкувалася газета «Робочий прапор».
У грудні 1909 року Томський був заарештований. Слідство велося два роки і у листопаді 1911 року Томський був засуджений до 5 років каторжних робіт, які він відбував у Бутирській в'язниці Москви. З початком Першої світової війни підтримував «оборонців» у РСДРП. Навесні 1916 року відправлений на поселення (заслання) у Верхньоленський, а потім Кіренський повіт Іркутської губернії.
Після Лютневої революції 1917 року виїхав з місця заслання, в середині квітня 1917 року прибув в Петроград, де увійшов до нового складу Петроградського комітету РСДРП(б), а 10 травня 1917 року обраний до виконавчої комісії Петроградського комітету. У липні 1917 року з Петрограду переїхав до Москви, де працював у Комісії з виборів до районних дум. Восени 1917 перейшов працювати в Московський союз металістів, став редактором журналу «Металіст». Від союзу металістів делегувався у Московську Раду професійних спілок. Під час Жовтневого збройного повстання в Москві 28 жовтня 1917 року Московський ВРК направив Томського в Петроград, і 29 жовтня Ленін заслухав доповідь Томського та обіцяв надати допомогу революційним силам Москви.
З грудня 1917 до 1918 року — голова Московської Ради професійних спілок. У складі московської делегації брав участь в роботі 1-го Всеросійського з'їзду профспілок 7—14 січня 1918 року в Петрограді. На з'їзді головою виконавчого комітету ВЦРПС був обраний Зінов'єв Григорій Овсійович, а Томський став кандидатом у члени виконкому ВЦРПС. Однак вже на 4-й Всеросійській конференції профспілок (12—17 березня, Москва) Томський увійшов до виконкому ВЦРПС як відповідальний редактор журналу «Професійний Вісник».
19 жовтня 1918 — 17 травня 1921 року — голова ВЦРПС. Одночасно, у 1918—1920 роках — член Ради робітничої і селянської оборони РРФСР, член колегії Народного комісаріату праці РРФСР. З липня 1920 по травень 1921 року — генеральний секретар Міжнародної Ради профспілок, член Виконавчого комітету Комуністичного Інтернаціоналу.
У травні 1921 року на IV з'їзді профспілок Рязанов запропонував проект резолюції, яка проводила ідею про незалежність профспілок від партії. ЦК РКП(б) доручив Томському виступити на з'їзді проти цього проекту, але він цього не зробив. У результаті було прийнято резолюцію в редакції Рязанова. На пленумі ЦК РКП(б) різко засудили поведінку Рязанова і Томського і усунули їх від роботи в профспілках.
У 1921 році Томський був призначений головою Комісії ВЦВК і РНК РРФСР у справах Туркестану.
29 грудня 1921 — 28 грудня 1922 року — секретар Всеросійського Центрального Виконавчого Комітету (ВЦВК). Одночасно, у лютому 1922 року Томський був повернутий на роботу в профспілки і з 19 лютого по 17 вересня 1922 року працював секретарем ВЦРПС.
22 вересня 1922 — 1 червня 1929 року — голова ВЦРПС. Обирався членом Ради Праці і Оборони СРСР.
У 1925 році спільно з Сталіним, Бухаріним, Риковим виступав проти «Лівої опозиції» Зінов'єва і Каменєва. У січні — лютому 1929 року Томський разом з Бухаріним і Риковим виступив проти згортання НЕПу і форсування індустріалізації і колективізації. 9 лютого 1929 року М. І. Бухарін, О. І. Риков та М. П. Томський направили спільну заяву Об'єднаному засідання Політбюро ЦК ВКП(б) і Президії ЦКК. На квітневому Пленумі ЦК ВКП(б) у 1929 році Сталін оголосив цю позицію «правим ухилом». Пленум ухвалив рішення зняти Томського з поста голови ВЦСПС. У 1930 році Томський був виведений зі складу Політбюро, хоча і залишився членом ЦК ВКП(б) (з 1934 року — кандидатом у члени). З цього часу активної участі в політичному житті вже не брав.
У грудні 1929 — грудні 1930 року — голова правління Головного управління хімічної промисловості, голова правління Всесоюзного об'єднання хімічної промисловості «Головхім» Вищої ради народного господарства (ВРНГ) СРСР, а також заступник голови ВРНГ СРСР.
З вересня 1930 по травень 1932 року хворів, лікувався за кордоном.
У травні 1932 — серпні 1936 року — завідувач Об'єднаного державного видавництва (ОГИЗ).
У серпні 1936 року в ході судового процесу «Антирадянського об'єднаного троцькістсько-зінов'євського центру» Г. Зінов'єв і Л. Каменєв несподівано стали давати показання про причетність Томського, Рикова, Бухаріна до контрреволюційної діяльності. 22 серпня 1936 року прокурор Вишинський заявив, що Прокуратура почала розслідування відносно цих осіб. Прочитавши повідомлення про це, опубліковане в газеті «Правда», Томський застрелився у себе на дачі в підмосковному селищі Болшеве.
Газета «Правда» від 23 серпня 1936 року повідомляла: «ЦК ВКП(б) сповіщає, що кандидат у члени ЦК ВКП(б) М. П. Томський, що заплутався в своїх зв'язках з контрреволюційними і троцькістсько-зінов'євськими терористами, 22 серпня на своїй дачі в Болшево покінчив життя самогубством».